# Cedusa fuscata
Cedusa fuscata är en insektsart som beskrevs av Caldwell 1944. Cedusa fuscata ingår i släktet Cedusa och familjen Derbidae. Inga underarter finns listade i Catalogue of Life.